# Île-Tudy
 Île-Tudy  (en bretón Enez-Tudi) es una población y comuna francesa, situada en la región de Bretaña, departamento de Finisterre, en el distrito de Quimper y cantón de Pont-l'Abbé.
Posee un cine, "le Malamock", que ostenta el récord de la cabina de proyección más pequeña del mundo.

## Demografía
| 701 | 634 | 541 | 552 | 518 | 611 |
| Para los censos de 1962 a 1999 la población legal corresponde a la población sin duplicidades (Fuente: INSEE [Consultar]) |     |     |     |     |     |